# Gouvernement Turnbull I
Pour les articles homonymes, voir Gouvernement Turnbull.
Commonwealth d'Australie
Abbott Turnbull II
Le gouvernement Turnbull I (en anglais : First Turnbull Ministry) est le 70e gouvernement du Commonwealth d'Australie, entre le 21 septembre 2015 et le 19 juillet 2016, durant la 44e législature de la Chambre des représentants.

## Historique du mandat
Dirigé par le nouveau Premier ministre libéral Malcolm Turnbull, précédemment ministre des Communications, ce gouvernement est constitué et soutenu par la « Coalition » entre le Parti libéral australien (Libs), le Parti national d'Australie (Nats), le Parti libéral rural (CLP) et le Parti libéral national du Queensland (LNP). Ensemble, ils disposent de 90 représentants sur 150, soit 60 % des sièges de la Chambre des représentants.
Il est formé à la suite de la révocation de Tony Abbott, au pouvoir depuis septembre 2015.
Il succède donc au gouvernement Abbott, constitué et soutenu par la même coalition.
À la demande du ministre des Communications Malcolm Turnbull, un vote de défiance contre le chef du Parti libéral Tony Abbott est organisé parmi les parlementaires le 14 août 2015. Turnbull l'emporte par 55 voix contre 45. Cette victoire entraîne son élection à la direction du parti et sa désignation comme candidat au poste de Premier ministre. Il est nommé à ce poste dès le lendemain par le gouverneur général Peter Cosgrove.
Il présente le 21 septembre son gouvernement de 30 ministres, qui est aussitôt assermenté par le représentant de la reine Élisabeth II. La ministre des Affaires étrangères Julie Bishop est reconduite dans ses fonctions tandis que le ministre des Services sociaux Scott Morrison est promu ministre des Finances.
À la suite de plusieurs démissions et du remplacement de Warren Truss par Barnaby Joyce comme chef du Parti national, le Premier ministre opère le 13 février 2016 un remaniement ministériel. À l'exception du poste de vice-Premier ministre, qui passe de Truss à Joyce, aucune fonction de premier plan n'est affectée, tandis que le nombre total de ministres passe de 30 à 31.
Sur recommandation de Malcolm Turnbull, le gouverneur Cosgrove annonce le 9 mai suivant la dissolution de la Chambre des représentants et du Sénat, ainsi que la convocation d'élections parlementaires anticipées pour le 2 juillet suivant.
Lors de ce scrutin, la Coalition réussit de justesse à se maintenir au pouvoir en réunissant 76 représentants, soit l'exacte majorité absolue à la chambre basse. Environ trois semaines plus tard, le Premier ministre présente son second gouvernement.

## Composition

### Initiale (21 septembre 2015
| Fonction                                                                                         | Titulaire | Titulaire                           | Parti    |
| ------------------------------------------------------------------------------------------------ | --------- | ----------------------------------- | -------- |
| Membres du cabinet                                                                               |           |                                     |          |
| Premier ministre                                                                                 |           | Malcolm Turnbull                    | Libs     |
| Vice-Premier ministre Ministre des Infrastructures et du Développement régional                  |           | Warren Truss                        | Nats/LNP |
| Ministre des Affaires étrangères                                                                 |           | Julie Bishop                        | Libs     |
| Procureur général Ministre des Relations avec le Sénat Vice-président du Conseil exécutif        |           | George Brandis                      | Libs     |
| Ministre du Budget Ministre d'État spécial a.i. (29/12/2015)                                     |           | Mathias Cormann                     | Libs     |
| Ministre des Finances                                                                            |           | Scott Morrison                      | Libs     |
| Ministre de l'Agriculture et des Ressources en eaux                                              |           | Barnaby Joyce                       | Nats     |
| Ministre de l'Innovation, de l'Industrie et de la Science Ministre des Relations avec la Chambre |           | Christopher Pyne                    | Libs     |
| Ministre des Affaires indigènes                                                                  |           | Nigel Scullion                      | Nats/CLP |
| Ministre de la Défense Ministre du Matériel de la défense a.i. (29/12/2015)                      |           | Marise Payne                        | Libs     |
| Ministre de la Santé Ministre des Sports Ministre des Personnes âgées (30/09/2015)               |           | Sussan Ley                          | Libs     |
| Ministre de l'Éducation et de la Formation                                                       |           | Simon Birmingham                    | Libs     |
| Ministre de l'Emploi Ministre des Femmes                                                         |           | Michaelia Cash                      | Libs     |
| Ministre des Services sociaux                                                                    |           | Christian Porter                    | Libs     |
| Ministre des Petites entreprises                                                                 |           | Kelly O'Dwyer                       | Libs     |
| Ministre du Commerce et des Investissements                                                      |           | Andrew Robb                         | Libs     |
| Ministre de l'Environnement Ministre des Villes et des Espaces construits a.i. (29/12/2015)      |           | Greg Hunt                           | Libs     |
| Ministre de l'Immigration et de la Protection des frontières                                     |           | Peter Dutton                        | Libs     |
| Ministre des Communications Ministre des Arts                                                    |           | Mitch Fifield                       | Libs     |
| Ministre des Ressources, de l'Énergie et de l'Australie du Nord                                  |           | Josh Frydenberg                     | Libs     |
| Secrétaire du cabinet                                                                            |           | Arthur Sinodinos                    | Libs     |
| Autres ministres                                                                                 |           |                                     |          |
| Ministre des Grands projets, des Territoires et des Affaires locales                             |           | Paul Fletcher                       | Libs     |
| Ministre du Développement international et de l'Océan Pacifique                                  |           | Steven Ciobo                        | Libs     |
| Ministre du Tourisme et de l'Éducation internationale                                            |           | Richard Colbeck                     | Libs     |
| Ministre d'État spécial Ministre du Matériel et de la Science de la défense                      |           | Mal Brough (jusqu'au 29/12/2015)    | Libs     |
| Ministre des Villes et des Espaces construits                                                    |           | Jamie Briggs (jusqu'au 29/12/2015)  | Libs     |
| Ministre de la Santé rurale                                                                      |           | Fiona Nash                          | Nats     |
| Ministre des Anciens combattants Ministre des Services à la personne                             |           | Stuart Robert (jusqu'au 12/02/2016) | Libs     |
| Ministre de la Justice                                                                           |           | Michael Keenan                      | Libs     |
| Ministre de l'Enseignement professionnel et des Compétences                                      |           | Luke Hartsuyker                     | Nats     |

### Remaniement du13 février 2016
- Les nouveaux ministres sont indiqués en gras, ceux ayant changé d'attributions en italique.

| Fonction                                                                                              | Titulaire | Titulaire                  | Parti    |
| --- | --------- | -------------------------- | -------- |
| Membres du cabinet                                                                                    |           |                            |          |
| Premier ministre                                                                                      |           | Malcolm Turnbull           | Libs     |
| Vice-Premier ministre Ministre de l'Agriculture et des Ressources en eaux                             |           | Barnaby Joyce              | Nats     |
| Ministre des Affaires étrangères                                                                      |           | Julie Bishop               | Libs     |
| Ministre du Développement régional Ministre des Communications régionales Ministre de la Santé rurale |           | Fiona Nash                 | Nats     |
| Procureur général Ministre des Relations avec le Sénat Vice-président du Conseil exécutif             |           | George Brandis             | Libs     |
| Ministre du Budget                                                                                    |           | Mathias Cormann            | Libs     |
| Ministre des Finances                                                                                 |           | Scott Morrison             | Libs     |
| Ministre de l'Innovation, de l'Industrie et de la Science Ministre des Relations avec la Chambre      |           | Christopher Pyne           | Libs     |
| Ministre des Affaires indigènes                                                                       |           | Nigel Scullion             | Nats/CLP |
| Ministre de la Défense                                                                                |           | Marise Payne               | Libs     |
| Ministre de la Santé Ministre des Sports Ministre des Personnes âgées                                 |           | Sussan Ley                 | Libs     |
| Ministre de l'Éducation et de la Formation                                                            |           | Simon Birmingham           | Libs     |
| Ministre de l'Emploi Ministre des Femmes                                                              |           | Michaelia Cash             | Libs     |
| Ministre des Services sociaux                                                                         |           | Christian Porter           | Libs     |
| Ministre des Petites entreprises                                                                      |           | Kelly O'Dwyer              | Libs     |
| Ministre du Commerce et des Investissements                                                           |           | Steven Ciobo               | Libs     |
| Ministre de l'Environnement                                                                           |           | Greg Hunt                  | Libs     |
| Ministre de l'Immigration et de la Protection des frontières                                          |           | Peter Dutton               | Libs     |
| Ministre des Communications Ministre des Arts                                                         |           | Mitch Fifield              | Libs     |
| Ministre des Ressources et de l'Énergie                                                               |           | Josh Frydenberg            | Libs     |
| Ministre des Infrastructures et des Transports                                                        |           | Darren Chester             | Nats     |
| Secrétaire du cabinet                                                                                 |           | Arthur Sinodinos           | Libs     |
| Autres ministres                                                                                      |           |                            |          |
| Ministre des Grands projets, des Territoires et des Affaires locales                                  |           | Paul Fletcher              | Libs     |
| Ministre du Développement international et de l'Océan Pacifique                                       |           | Concetta Fierravanti-Wells | Libs     |
| Ministre du Tourisme et de l'Éducation internationale                                                 |           | Richard Colbeck            | Libs     |
| Ministre de l'Australie du Nord                                                                       |           | Matt Canavan               | Nats/LNP |
| Ministre des Anciens combattants Ministre du Matériel de la défense                                   |           | Dan Tehan                  | Libs     |
| Ministre de la Justice                                                                                |           | Michael Keenan             | Libs     |
| Ministre des Services à la personne                                                                   |           | Alan Tudge                 | Libs     |
| Ministre de l'Enseignement professionnel et des Compétences                                           |           | Scott Ryan                 | Libs     |